# Epigynopteryx declinans
Epigynopteryx declinans là một loài bướm đêm trong họ Geometridae.